# Bahabón
Bahabón – gmina w Hiszpanii, w prowincji Valladolid, w Kastylii i León, o powierzchni 20,71 km². W 2011 roku gmina liczyła 160 mieszkańców.